# گلبانگ شجریان ۲ (دولت عشق)
گلبانگ شجریان ۲ یا دولت عشق، نام آلبوم موسیقی سنتی ایرانی است با صدای محمدرضا شجریان. تصنیف نسیمی کز بن آن کاکل آیو (شعر از باباطاهر) در دستگاه ماهور اجرا شده‌است، آهنگ این اثر از حسن یوسف‌زمانی است.

## شرح

### هنرمندان
- خواننده: محمدرضا شجریان
- سه‌تار: احمد عبادی
- کمانچه: علی‌اصغر بهاری
- کمانچه قطعه ارکستری: مجتبی میرزاده
- موسیقی: حسن یوسف‌زمانی
- ناشر: مؤسسه فرهنگی-هنری ماهور

وبگاه        = وبگاه رسمی  نشر ماهور

### فهرست
1. تصنیف مبتلا
2. ساز و آواز
3. قطعهٔ ارکستر
4. ادامهٔ ساز و آواز
5. قطعهٔ ارکستر
6. ادامهٔ ساز و آواز
7. تصنیف مبتلا
8. تصنیف دولت عشق
9. ساز و آواز
10. تصنیف دولت عشق